# Алексіно (Дорогобузький район)
Алексіно (рос. Алексино) — село в Дорогобузькому районі Смоленської області Росії. Адміністративний центр Алексинського сільського поселення. Населення — 13 жителів (2007).

## Розташування
Розташоване в центральній частині області за 18 км на південний схід від Дорогобужа, на запруді річки Вєдрош, в окрузі відомої як Олексинське озеро (на околиці села Вєдрош впадає в штучне русло річки Рясна).

## Економіка
У селі розташовані: Державне унітарне підприємство конезавод «Смоленський», середня школа, бібліотека, пошта, дитячий садок, будинок культури, дитячий санаторій, медпункт.

## Історія
Під час Другої Світової село перебувало під німецькою окупацією з жовтня 1941 року, звільнене в 1943 році.

## Пам'ятки
- Меморіальна дошка на братській могилі 4572 воїнів Радянської Армії, які загинули в 1941–1943 роках.
- Могила Героя Радянського Союзу Таштеміра Рустамова.
- Місце битви над Ведрошею.
- Пам'ятка архітектури «Колишня садиба Баришнікових».

## Відомі люди
- Кіриков Сергій Васильович — видатний радянський учений-біогеограф, доктор біологічних наук.